# Gacaca (Sektor)
Gacaca ist einer von 15 Sektoren im Distrikt Musanze in der Nordprovinz von Ruanda.

## Geographie
Gacaca hat eine Fläche von 34,2 km² und liegt auf einer Höhe von etwa 1890 m. Der Sektor unterteilt sich in die vier Zellen Karwasa, Gakoro, Gasakuza und Kabirizi. Nachbarsektoren sind im Norden Gahunga, im Nordosten Kinoni, im Südosten Remera, im Süden Rwaza, im Südwesten Muhoza und im Nordwesten Cyuve. Im Osten liegt der Sektor am Ruhondo-See. Von diesem fließt der Mukungwa Richtung Süden ab.

## Bevölkerung
Nach der Volkszählung von 2022 betrug die Einwohnerzahl 30.719 Einwohner. Zehn Jahre zuvor waren es 23.605, was einem jährlichen Bevölkerungszuwachs von 2,7 Prozent zwischen 2012 und 2022 entspricht.

## Verkehr
Entlang der Südseite des Sektors führt eine District Road.